# 857
| 857                |
| ------------------ |
| Dødsfald - Fødsler |
|                    |

| Gregoriansk kalender | 857 DCCCLVII            |
| Ab urbe condita      | 1610                    |
| Armensk kalender     | 306 ԹՎ ՅԶ               |
| Kinesiske kalender   | 3553 – 3554 丙子 – 丁丑 |
| Etiopisk kalender    | 849 – 850               |
| Jødisk kalender      | 4617 – 4618             |
| Hindukalendere       |                         |
| - Vikram Samvat      | 912 – 913               |
| - Shaka Samvat       | 779 – 780               |
| - Kali Yuga          | 3958 – 3959             |
| Iransk kalender      | 235 – 236               |
| Islamisk kalender    | 242 – 243               |

Se også 857 (tal)